# آکیلندرا میشرا
آکیلندرا میشرا (به انگلیسی: Akhilendra Mishra) (زاده ۲۸ مارس ۱۹۶۲) بازیگر هندی است.
از فیلم‌هایی که وی در آن نقش داشته‌است می‌توان به آماده اشاره کرد.

## فیلم‌شناسی
فهرست برخی از فیلم‌هایی که آکیلندرا میشرا در آنها به ایفای نقش پرداخته‌است:
- آماده
- مرگ با شجاعت
- جنجال
- فدا
- غیرت
- عشق نابرابر
- افسانه بهاگات سینگ
- آب مقدس
- پروانه
- مهمان
- آدم‌ربایی
- بیا برقصیم
- چمکو
- پسر آنجانی
- رامجی مردی از لندن
- روح عمو
- ایده
- دو دوتا چهارتا
- همه‌جا دزد هست